# Warren Eversleigh Preece
Warren Eversleigh Preece (Norwalk, Connecticut, 17 de abril de 1921 — Filadélfia, 11 de abril de 2007) foi editor de Encyclopædia Britannica de 1964 a 1975, durante o desenvolvimento da "Britannica 3" (a 15ª edição), cujos 18 volumes tiveram o conteúdo separado em três partes: a Propædia (esboço do conhecimento), a Micropædia (resumo do conhecimento básico) e a Macropædia (conhecimento em profundidade).
Antes de se tornar editor da enciclopédia, Preece trabalhou como repórter de jornal e como editor, como professor de inglês e como chefe de relações públicas de Thomas Dodd, senador por Connecticut.
A 15ª edição da Britannica foi a que apresentou as maiores transformações, e Preece foi figura importante neste processo. Após sua renúncia ao cargo de editor, continuou a servir à Britannica como vice-presidente do quadro de editores até 1979. 
Warren E. Preece é co-autor do livro The Technological Order (1962) e contribuiu para artigos da Britannica, especialmente em tópicos de ensino superior.